# Distretto di Sellye
Il distretto di Sellye (in ungherese Sellyei járás) è un distretto dell'Ungheria, situato nella provincia di Baranya.